# Scierie d'Åsens

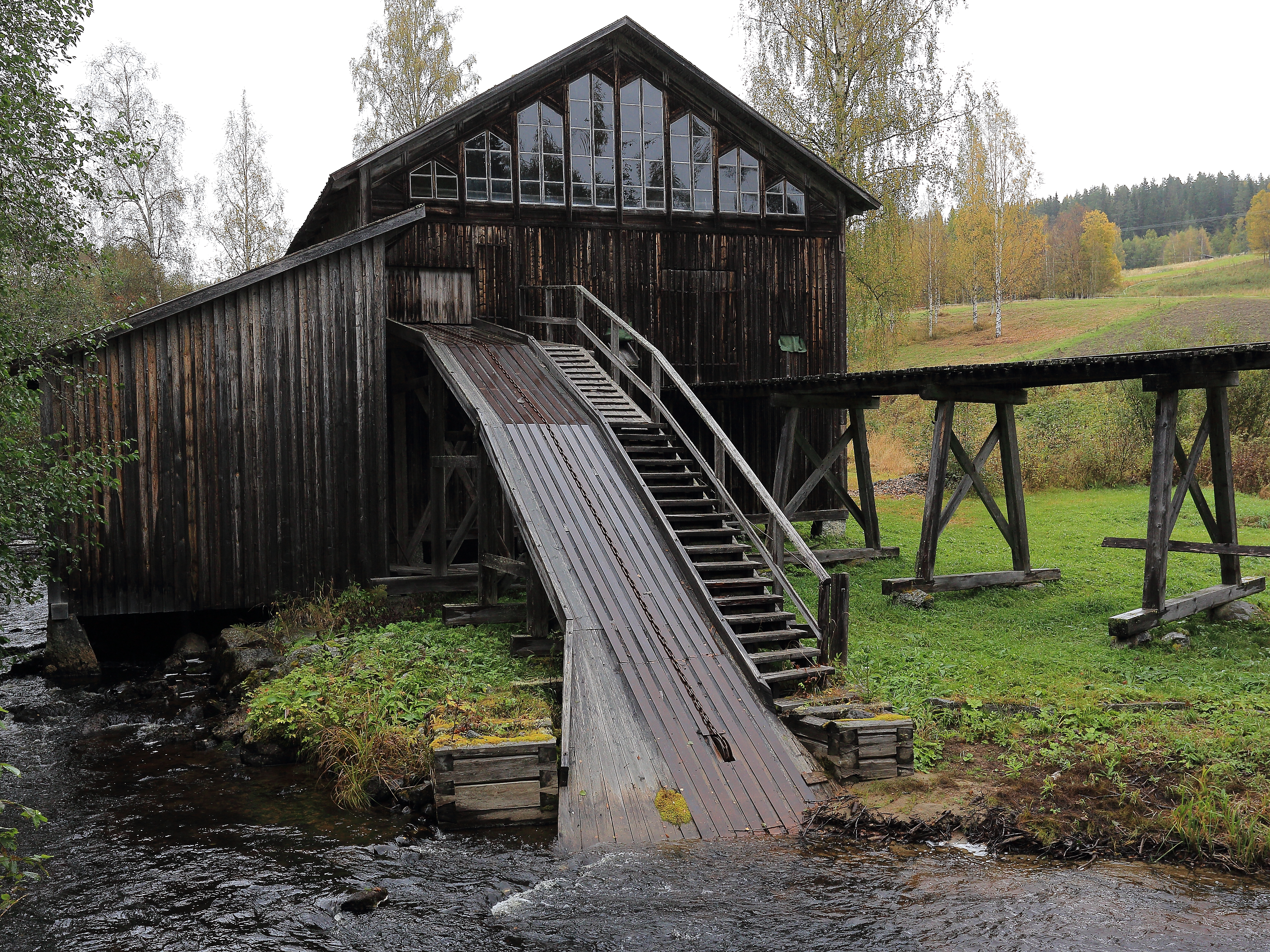
Scierie d'Åsens

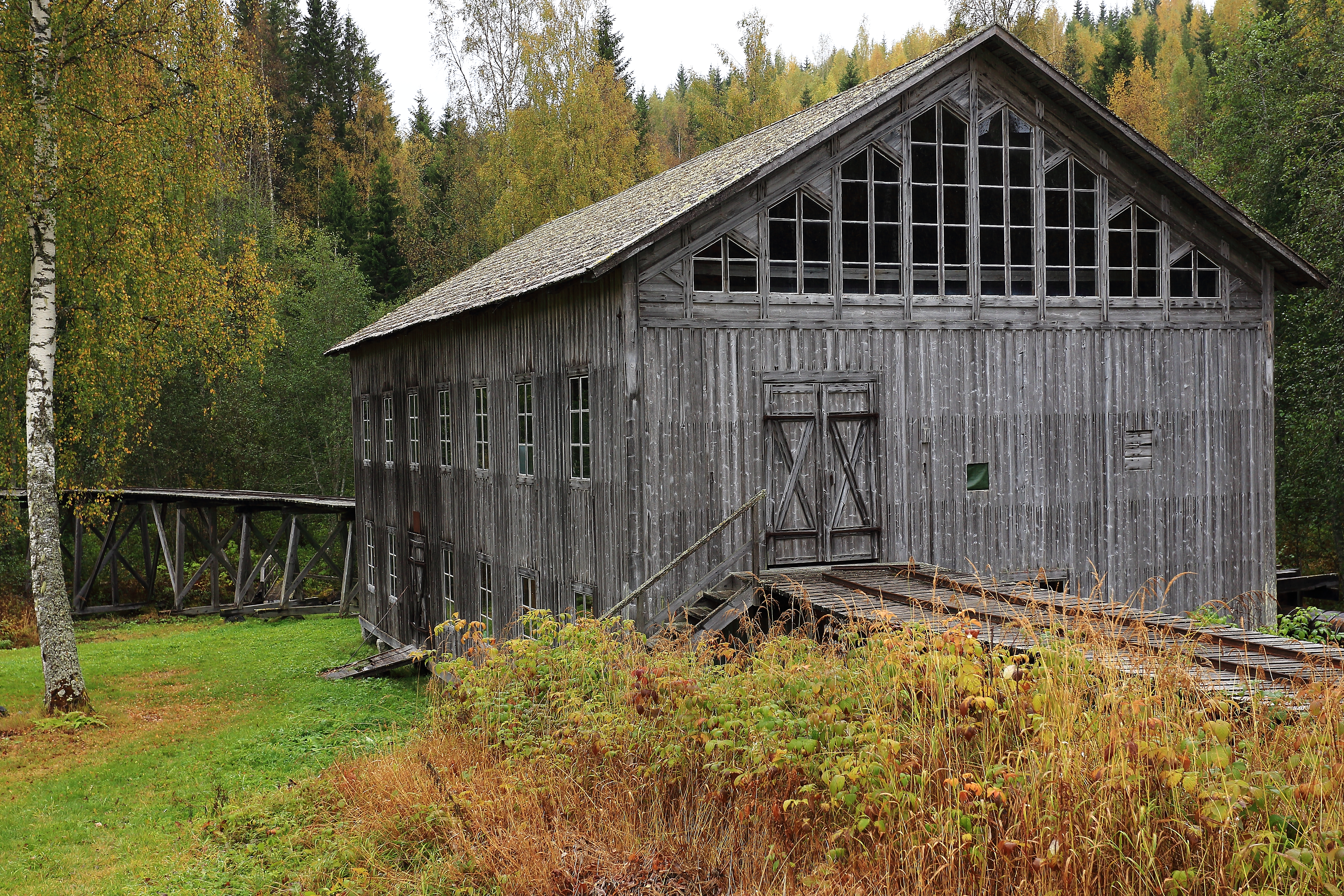
Scierie d'Åsens

La scierie d'Åsens était une scierie hydraulique située dans le village d'Åsen en Suède, dans la vallée entre Vättaberg au nord et Middagsberget au sud, à quelques kilomètres à l'ouest de Liden, dans la municipalité de Sundsvall. La scierie a été construite en 1905 par les agriculteurs des villes de Kväcklinge, Unåsen et Åsen. Elle était alimentée par l'eau de la Kvarnån, dont le débouché se trouve dans l'Indalsälven, à un kilomètre à l'ouest. En 1936, la scierie a été abandonnée.